# Clayton (Alabama)
Clayton es un pueblo ubicado en el condado de Barbour en el estado estadounidense de Alabama. En el censo de 2000, su población era de 1475. 

## Demografía
En el 2000 la renta per cápita promedia del hogar era de $ 18.750$ , y el ingreso promedio para una familia era de 25.750$. El ingreso per cápita para la localidad era de 11.791$. Los hombres tenían un ingreso per cápita de 29.583$ contra 20.417$ para las mujeres.

## Geografía
Clayton está situado en 31°52′39″N 85°26′56″O / 31.87750, -85.44889 (31.877504, -85.449024).
Según la Oficina del Censo de los EE. UU., la ciudad tiene un área total de 5.45 millas cuadradas (14.12 km ²).